# Bemessungsstrom
Der Bemessungsstrom ist die elektrische Stromstärke, die vom Hersteller für eine festgelegte Betriebsbedingung einem elektrischen Betriebsmittel zugeordnet wird. Bei einer Überstromschutzeinrichtung wird die Auslösezeit durch eine Zeit-Strom-Kennlinie vollständig beschrieben, die sich auf ein Vielfaches des zugehörigen Bemessungsstroms bezieht (Der Bemessungsstrom ist also nicht der Auslösestrom).
Für die Bemessungsströme sollten in nachstehender Tabelle die aufgeführten Werte verwendet werden:
| Normwerte für Bemessungsströme in A | Normwerte für Bemessungsströme in A | Normwerte für Bemessungsströme in A | Normwerte für Bemessungsströme in A | Normwerte für Bemessungsströme in A | Normwerte für Bemessungsströme in A | Normwerte für Bemessungsströme in A | Normwerte für Bemessungsströme in A | Normwerte für Bemessungsströme in A | Normwerte für Bemessungsströme in A |
| ----------------------------------- | ----------------------------------- | ----------------------------------- | ----------------------------------- | ----------------------------------- | ----------------------------------- | ----------------------------------- | ----------------------------------- | ----------------------------------- | ----------------------------------- |
| 000001,00                           | 000001,25                           | 000001,6,0                          | 000002,00                           | 000002,5,0                          | 000003,15                           | 000004,00                           | 000005,00                           | 000006,3,0                          | 000008,00                           |
| 000010                              | 000012,5                            | 000016                              | 000020                              | 000025                              | 000031,5                            | 000040                              | 000050                              | 000063                              | 000080                              |
| 000100                              | 000125                              | 000160                              | 000200                              | 000250                              | 000315                              | 000400                              | 000500                              | 000630                              | 000800                              |
| 001000                              | 001250                              | 001600                              | 002000                              | 002500                              | 003150                              | 004000                              | 005000                              | 006300                              | 008000                              |
| 010000                              | 012500                              | 016000                              | 020000                              | 025000                              | 031500                              | 040000                              | 050000                              | 063000                              | 080000                              |
| 100000                              | 125000                              | 160000                              | 200000                              |                                     |                                     |                                     |                                     |                                     |                                     |

## Normen
- EN 60059:1999 (IEC 60059:1999 + A1:2009; VDE 0175-2:2010-03) IEC-Normwerte für Bemessungsströme